# 承宣布政使司
承宣布政使司為中国明清两朝，中央政府之下的一级地方行政機關。
明朝時，承宣布政使司为最高地方行政机关是承宣布政使司布政使的辖区，简称布政使司、布政司、藩司，负责辖区内的民事事务。同时，由于其管辖的一级行政区没有正式名称，被借用为行政区名。俗稱「行省」、「省」。
布政使司设左、右承宣布政使司布政使各一人，即一级行政区最高行政长官。而一省之刑名、军事则分别由提刑按察使司与都指挥使司管轄。都司、布政司、按察司、合称为「都布按三司」，皆為省级行政区最高機關，都布按三司職權相当于元朝的「某地等处行中书省」，但非行中书省此種中央軍事控制；三司品阶以都指挥使司最高，其首长都指挥使为正二品，布政司次之，左、右布政使均为从二品，提刑按察使司之长官提刑按察使为正三品。
清朝沿襲明制，保留各承宣布政使司，但只設一員布政使，並在布政使之上設置固定制的總督、巡撫掌管全省軍民事務。布政使成為巡撫屬官，專管一省或數個府的民政、財政、田土、戶籍、錢糧、官員考核、溝通督撫與各府縣。乾隆以后，省作为承宣布政使司的非正式称谓逐渐获得政府认可。民國時廢除布政司制度，設省，中國首次出現以“省”為正式通名的行政區劃。
越南後黎朝倣傚明制，設立“承宣”，其長官曰“承政”，故又稱“承政司”；阮朝後期倣傚清制，設立省，長官為巡撫、總督、布政使。

## 沿革

### 明朝布政使司官制
承宣布政使司，前身为元朝的行中书省。在宋金元官員兼職分「行、守、攝」，「行」為兼領低於本職的，元代以軍事統帥兼領中書省宰相銜，而通常軍事統帥為親王或國王，故曰『「行」中書省』。至正十六年朱元璋攻下集慶路之後，韓林兒授朱元璋「吳國公」，朱元璋以吳國公兼領江南等處行中書省；韓宋龍鳳四年（1358年）在婺州設中書分省，之後每攻掠地方即設行省。
明初沿襲元制，以中書省管轄京城周邊地區，行中書省管轄全國各地；洪武九年（1376年），受胡惟庸案影響，廢除中書省和行中書省，將浙江、江西、福建、北平、廣西、四川、山東、廣東、河南、陝西、湖廣、山西諸行省改為承宣布政使司，裁撤行中書省主官行省平章政事與左、右丞，将行省参知政事改为布政使，秩正二品；左右參政，從二品；改行省左右司為經歷司。原行中书省職權至此分割为三，布政使司專責民政事務。承宣布政使意涵取自「朝廷有德泽、禁令、承流宣播，以下於有司」，簡稱為布政使司、布政司，俗稱仍習慣呼為「行省」、「省」。自此，承宣布政使司即取代行省，成為地方一級行政區劃名稱。南京應天府附近不設承宣布政使司，由中書省直轄。
洪武十三年（1380年）胡惟庸案後，撤廢中書省，京師（直隸）及全國十二承宣布政使司直屬於六部；布政使品秩改為從三品、參政從四品。十四年（1381年）增設左右參議，正四品；各布政使司增設布政使一人，成為左、右二布政使。十五年（1382年）設雲南布政司。二十二年（1389年）定布政使為從二品。建文年間將布政使升為正二品，並裁減為各一人，明成祖恢復舊制。永樂元年（1403年）以北平承宣布政使司升格為「行在」，撤销布政使司。五年（1407年）設交趾布政司；十一年（1413年）設貴州布政司（布政使僅置一人）。宣德三年（1428年）裁撤交趾布政司；全國除了北直隸、南直隸之外，定為十三布政使，俗稱為「兩京十三省」。
自宣德年间开始出现臨時任制、軍事性質的总督或巡抚，如無特别授權監理糧或監理刑名則不得干涉布政使、按察使的職權。自明初到正統年間，布政使司地位等同六部，常有布政使进入中央为尚书、侍郎或副都御史出任布政使；景泰後布政司地位下降，沒有同六部授官的情形。
明朝布政使司的主官為左右布政使，其下設有：
- 布政使司左右參政（員額不定），從三品。
- 布政使司左右參議（員額不定），從四品。
  - 參政、參議分司諸道：督糧道、督冊道、分守道。
- 經歷司
  - 經歷一人，從六品。
  - 都事一人，從七品。
- 照磨所
  - 照磨一人，從八品。
  - 檢校一人，正九品。
- 理問所
  - 理問一人，從六品。
  - 副理問一人，從七品。
  - 提控案牘一人。
- 司獄司司獄一人，從九品。
- 庫大使一人，從九品、副使一人。
- 倉大使一人，從九品、副使一人。
- 雜造局、軍器局、寶泉局、織染局大使各一人，從九品、副使各一人。

### 清朝布政使司官制
清朝建立後，沿袭明制。順治三年（1646年），各省仍置左、右布政使，貴州省不設右布政使；廢除南直隸部院侍郎，置江南左、右布政使。十八年（1661年）江南省分省，江南左布政使駐江寧、右布政使移駐蘇州。
康熙二年（1663年）陝西省分省，陝西右布政使移駐鞏昌治甘肅；七年湖廣省分省，湖廣右布政使移駐長沙治湖南。康熙六年（1667年），改江南右布政使為江蘇布政使、左布政使為安徽布政使；改陝西左布政使為西安布政使、右布政使為鞏昌布政使；改湖廣左布政使為湖北布政使、右布政使為湖南布政使；同時定制将布政司两个布政使整合为一个布政使（山東、山西、河南、江蘇、安徽、江西、福建、浙江、湖北、湖南、四川、廣東、廣西、雲南、貴州），不分左右，为从二品，陝西仍為兩人，稱為「守道」。八年（1669年），直隸省設口北道度支使兼山西布政使銜；改西安布政使為陝西布政使、鞏昌布政使移駐蘭州為甘肅布政使。
雍正二年（1724年）直隸守道改為直隸布政使。乾隆十八年（1753年）起只保留各省布政使，屬下守道停止兼布政使、參政、參議銜。二十五年（1760年）安徽布政使回駐安慶，江苏布政使分為江宁布政使、苏州布政使；二十六年（1761年）二月定制驻江宁者为江南江淮扬徐海通等处承宣布政使司，驻苏州者为江南苏松常镇太等处承宣布政使司。
清代沿襲元、明習慣，俗稱布政司為省、行省。但總督、巡撫開始掌握地方大權，布政司退居其次，導致“省”的意義發生變化，不再等同於布政司，而是以巡撫轄區為準。至清朝中叶共有十九布政使司，但俗称「十八行省」或「內地十八省」（江蘇省有兩布政司）。清人意識到這個問題，有時就避免使用“省”、“行省”，而稱之為“統部”；但“省”之稱還是最常用。
光緒十年（1884年），甘肅新疆省建省，增設甘肅新疆布政使，駐迪化府；十三年（1887年），福建臺灣省，增設福建臺灣布政使，駐臺北府。宣統二年（1910年）各省布政使司改設為財政公所，主官仍稱布政使，廢止經歷以下各官職。
清朝布政使司的主官為左右布政使（康熙六年裁減一人），其下設有：
- 布政使司左右參政，從三品（非常置）。
- 布政使司左右參議，從三品（非常置）。
- 經歷司經歷一人，正六品（江寧、蘇州、湖南、甘肅不設）。
- 都事一人，從七品（福建、河南各一人）
- 照磨所
  - 照磨一人，從八品（浙江、福建、四川、山西、甘肅各一人）
  - 檢校一人，正九品（雍正二年裁）。
- 理問所理問一人，從六品。副理問一人，從七品（康熙三十八年裁）。
- 庫大使一人，正八品。
- 倉大使一人，從九品。
- 寶源局大使一人，正九品（康熙三十八年裁）。

## 明朝布政使司

### 十三布政使司

#### 山東布政使司
- 山東承宣布政使司衙門駐濟南府。
- 下轄六府、十五州、八十九縣。

#### 山西布政使司
- 布政使司衙门驻太原府。
- 下轄五府、三直隸州、十六州、九十六縣。

#### 河南布政使司
- 布政使司衙门驻开封府。
- 下轄八府、一直隸州、十一州、七十九縣。

#### 陝西布政使司
- 布政使司衙門駐西安府。
- 下轄八府、二十一州、九十五縣。

#### 四川布政使司
- 布政使司衙门驻成都府。
- 下轄十三府、六直隸州、十五州、一百十一縣、一宣撫司、一安撫司、十六長官司。

#### 江西布政使司
- 布政使司衙門駐南昌府。
- 下轄十三府、一州、七十七縣。

#### 湖廣布政使司
- 布政使司衙门驻武昌府。
- 下轄十五府、二直隸州、十七州、一百零八縣、二宣慰司、四宣撫司、五安撫司、二十一長官司、五蠻夷長官司。

#### 浙江布政使司
- 布政使司衙門駐杭州府。
- 下轄十一府、一州、七十五縣。

#### 福建布政使司
- 布政使司衙門驻福州府。
- 下轄八府、一直隸州、五十七縣。

#### 廣東布政使司
- 布政使司衙门驻广州府。
- 下轄十府、一直隸州、七州、七十五縣。

#### 廣西布政使司
- 布政使司衙门驻桂林府。
- 下轄十一府、四十八州、五十縣、四長官司。

#### 雲南布政使司
- 洪武十五年（1382年）平定雲南而设。布政使司衙门驻雲南府。
- 下轄十九府、二禦夷府、四十州、三禦夷州、三十縣、八宣慰司、四宣撫司、五安撫司、三十三長官司、二禦夷長官司。

#### 貴州布政使司
- 永樂十一年（1413年）設，與都指揮使司共治。布政使司衙门驻贵阳府。
- 下轄十府、九州、十四縣、一宣慰司、七十六長官司。

### 明朝撤销的布政使司

#### 平燕布政使司
建文時燕王朱棣叛，发动靖难之役，北平承宣布政使司淪陷，惠帝於真定府另設平燕承宣布政使司，負責未受燕王控制之原北平承宣布政使司所屬府、州、縣之政務。

#### 交趾布政使司
- 永樂五年（1407年）平定越南內亂而設，至宣德三年（1428年）因反覆叛亂，放棄越南而裁撤。

## 清朝布政使司
清代继承明代十三承宣布政使司，沿用旧称为省，有增减。同时，有部分巡撫、駐防將軍、粮道的辖区，与承宣布政使司类似，在官方文件称省的实例:27。

### 直隶布政使司
- 布政使司衙門駐保定府。
- 順天府以外，下轄十一府、七直隸州、三直隸廳、九州、一廳、一百零四縣。

### 江南布政使司

#### 江南左→安徽布政使司
- 布政使司衙門駐安慶府。
- 下轄八府、五直隸州、四州、五十一縣。

#### 江南右→江苏布政使司
- 江南蘇松常鎮太等處承宣布政使司，简称江苏布政使司，又称蘇州布政使司，布政使司衙門駐蘇州府。
- 下轄四府、一直隸州、四廳、三十二縣。

##### 江寧布政使司

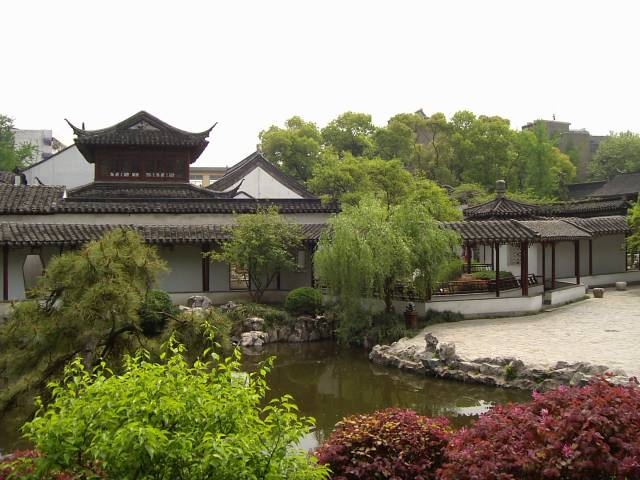
曾作為江寧布政使司衙門的瞻園

- 江南江淮揚徐海通等處承宣布政使司，简称江寧布政使司，布政使司衙門駐江寧府。
- 下轄四府、二直隸州、一直隸廳、三州、三十縣。

### 山西布政使司
- 布政使司衙門駐太原府。
- 下轄九府、十直隸州、六州、十二廳、八十五縣。

### 山东布政使司
- 布政使司衙門駐濟南府。
- 下轄十府、三直隸州、八州、九十六縣。

### 河南布政使司
- 布政使司衙門駐開封府。
- 下轄九府、五直隸州、一直隸廳、五州、九十六縣。

### 陕西布政使司

#### 陝西布政使司
- 布政使司衙門駐西安府。

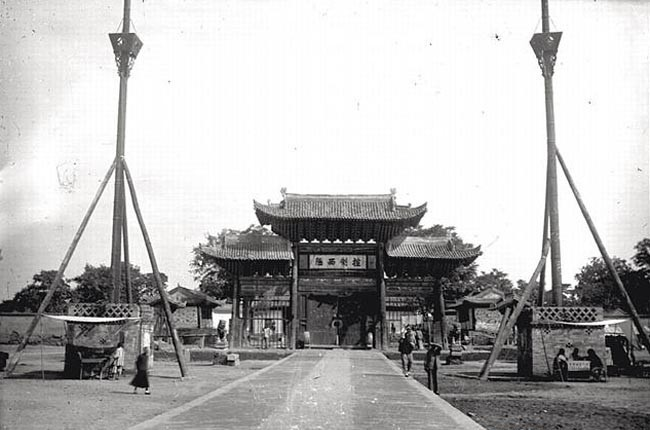
陝西布政使司衙門

- 下轄七府、五直隸州、五州、七廳、七十三縣。

#### 甘肃布政使司
- 布政使司衙門駐蘭州府。
- 清末1884年析甘肃省置甘肅新疆省后，甘肅本省下轄八府、六直隸州、一直隸廳、六州、八廳、四十七縣。

#### 甘肅新疆布政使司
- 布政使司衙門駐迪化府。
- 下轄六府、二直隸州、八直隸廳、一州、一廳、二十一縣。

### 浙江布政使司
- 布政使司衙門駐杭州府。
- 下轄十一府、一直隸廳、一州、一廳、七十五縣。

### 江西布政使司
- 布政使司衙門駐南昌府。
- 下轄十三府、一直隸州、一州、四廳、七十四縣。

### 湖廣布政使司

#### 湖北布政使司
- 布政使司衙門駐武昌府。
- 下轄十府、一直隸州、一直隸廳、六十縣。

#### 湖南布政使司
- 布政使司衙門駐長沙府。
- 下轄九府、四直隸州、五直隸廳、三州、六十四縣。

### 四川布政使司
- 布政使司衙門駐成都府。
- 下轄十五府、九直隸州、三直隸廳、十一州、十一廳、一百十八縣、二十九土司。

### 福建布政使司
- 布政使司衙門駐福州府。
- 清末1885年析福建省置福建臺灣省后，福建本省下轄九府、二直隸州、一廳、五十七縣。

### 廣東布政使司
- 布政使司衙門駐廣州府。
- 下轄九府、七直隸州、三直隸廳、四州、一廳、七十九縣。

### 廣西布政使司
- 布政使司衙門駐桂林府。
- 下轄十一府、二直隸州、二直隸廳、十五州、八廳、四十九縣、二十四土州、四土縣、十三土司。

### 雲南布政使司
- 布政使司衙門駐雲南府。
- 下轄十四府、三直隸州、六直隸廳、二十六州、十二廳、四十一縣、一土府、三土州、十八土司。

### 贵州布政使司
- 布政使司衙門駐貴陽府。
- 下轄十二府、一直隸州、三直隸廳、十三州、十一廳、三十四縣、五十三土司。

### 清朝撤销的布政使司

#### 福建臺灣布政使司
- 臺灣布政使司衙門駐臺北府
- 下轄三府、一州、三廳、十一縣。
- 清光緒21年(1895年)，臺灣被割讓予日本，福建臺灣布政使司被裁撤。